# Panulirus homarus
Panulirus homarus is een tienpotigensoort uit de familie Palinuridae. De wetenschappelijke naam werd gepubliceerd in 1758 door Carl Linnaeus in de tiende editie van Systema naturae. 